# Berkswich
Berkswich är en civil parish i Storbritannien.   Den ligger i grevskapet Staffordshire och riksdelen England, i den södra delen av landet, 190 km nordväst om huvudstaden London. Antalet invånare är 1 528. Arean är 4,6 kvadratkilometer.
Terrängen i Berkswich är platt.